# Lokavci
Lokavci so naselje v Občini Gornja Radgona.